# Алікорто целебеський
Аліко́рто целебеський (Heinrichia calligyna) — вид горобцеподібних птахів родини мухоловкових (Muscicapidae). Ендемік Індонезії. Це єдиний представник монотипового роду Целебеський алікорто (Heinrichia).

## Опис
Довжина птаха становить 17,5 см. Будова тіла кремезна, крила і хвіст короткі. Самці мають повністю темно-синє забарвлення, на винятком двох невеликих білих плям біля основи хвоста. У самиць також перед очима є біла пляма, гузка рудувато-коричнева, горло і верхня частина грудей мають рудувато-коричневий відтінок, решта нижньої частини тіла сірувато-синя. Райдужки червоні, дзьоб чорний, лапи сіруваті.

## Підвиди
Виділяють три підвиди:
- H. c. simplex Stresemann, 1931 — гори на півночі Сулавесі;
- H. c. calligyna Stresemann, 1931 — гори на півдні центрального Сулавесі (зокрема, гора Рантемаріо);
- H. c. picta Stresemann, 1932 — гори на південному сході Сулавесі.

## Поширення і екологія
Целебеські алікорто є ендеміками острова Сулавесі. Вони живуть в густому підліску вологих гірських тропічних лісів. Зустрічаються на висоті від 1500 до 3500 м над рівнем моря. Живляться комахами та іншими дрібними безхребетними, яких шукають серед опалого листя і моху.